# Clusia multilineata
Clusia multilineata är en tvåhjärtbladig växtart som beskrevs av J.J. Pipoly. Clusia multilineata ingår i släktet Clusia och familjen Clusiaceae. Inga underarter finns listade i Catalogue of Life.